# NET (品牌)
NET是臺灣平價時尚休閒服飾品牌，成立於1991年。

## 歷史
主婦商場以經營庫存外銷成衣為主，為了解決貨源不足問題，並開始投入以自行開發產品和設計服飾為重心的經營模式。
1991年10月，主婦商場創立臺灣第一家自創的服飾品牌「NET」。
1993年，主婦商場在臺北市南京東路設立第一家旗艦店。
1996年，主婦商場更名為「佳舫服飾股份有限公司」（J-fun Corp.）。
1997年，佳舫服飾跨足資訊業，在臺北市中正區忠孝西路一段36號1樓及地下1樓（壽德大樓）成立大型資訊賣場「T.T.Station資訊廣場」。
2008年，佳舫服飾更名為「主富服裝股份有限公司」（Ju Fu Fashion Development Corp.）。
2024年1月，NET起因在基隆東海岸商場問題控告時任基隆市長謝國樑。

## 外部連結
- NET線上購物 （页面存档备份，存于）
- NET - LINE 官方帳號 （页面存档备份，存于）
- 台灣公司資料 （页面存档备份，存于）
- NET的Facebook專頁
- NET的Instagram帳戶